# Der Graf von Monte Christo (2024)
Der Graf von Monte Christo (Originaltitel Le Comte de Monte-Cristo) ist ein auf dem gleichnamigen Roman beruhender französischer Abenteuerfilm aus dem Jahr 2024. Es ist seit 1908 die 19. Adaption des Themas. Bei der Literaturverfilmung führten Matthieu Delaporte und Alexandre de La Patellière Regie. Der Film mit Pierre Niney als Protagonist Edmond Dantès in der Hauptrolle feierte seine Premiere bei den Filmfestspielen von Cannes, wo er außer Konkurrenz lief. Am 28. Juni 2024 kam er in die französischen Kinos. Der Kinostart in Deutschland war am 23. Januar 2025.

## Handlung
Im Jahre 1815 widersetzt sich der Seemann Edmond Dantès dem Befehl des Kapitäns, eine Schiffbrüchige namens Angèle nicht aus dem Mittelmeer zu retten. Sie trägt einen Brief des verbannten Napoleon bei sich, den Kapitän Danglars heimlich an sich nimmt. Nachdem die Schiffsflotte Marseille erreicht, berichten Danglars und Edmond dem Reeder Morrel von dieser Sache. Daraufhin entlässt Morrel Danglars als Kapitän, weil er seine Pflicht, Überlebenden zu helfen, vernachlässigt hat, und befördert Edmond zum neuen Kapitän.
Edmond kehrt nach Hause zurück, um die Neuigkeiten seiner Verlobten Mercédès Herrera sowie ihrem Cousin Fernand de Morcerf mitzuteilen, welcher heimlich Gefühle für sie hegt. Edmond bittet Fernand, sein Trauzeuge bei ihrer bevorstehenden Hochzeit zu sein. Noch während der Hochzeit wird Edmond jedoch verhaftet und beschuldigt, ein Bonapartist zu sein.  Edmond wird zu Gérard de Villefort, Marseilles stellvertretender Staatsanwalt, gebracht. Er beteuert seine Unschuld, was Villefort dazu veranlasst, seine Freilassung in Erwägung zu ziehen. Villefort hält jedoch Edmond weiter fest, da dieser die Identität von Angèle kennt und verschwört sich mit Danglars und Fernand, um ihn lebenslänglich einsperren zu lassen. Es stellt sich heraus, dass Angèle die Schwester von Villefort ist. Sie fordert Edmonds Freilassung und droht, Villeforts Affäre mit Danglars‘ Frau aufzudecken. Um sie zum Schweigen zu bringen, beauftragt Villefort Danglars, Angèle zu beseitigen. Edmond wird im Château d'If eingesperrt, wo er seinen Mithäftling Abbé Faria kennenlernt, der ihn acht Jahre lang in Sprachen, Wissenschaft und Kultur unterrichtet. Faria verrät auch den Standort eines riesigen Schatzes auf der Insel Monte Cristo. Beim Graben des geplanten Fluchttunnels wird Faria durch den Einsturz eines Tunnels tödlich verletzt. Edmond bringt Farias Leiche in seine Zelle und versteckt sich später in dem Leichensack, der an seiner Stelle liegt. Nachdem der Leichensack ins Meer geworfen wurde, kann er entkommen und in die Freiheit schwimmen.
Als Edmond nach Marseille zurückkehrt, erfährt er, dass sein Vater inzwischen verstorben ist und Mercédès Fernand geheiratet hat und nach Paris gezogen ist. Edmond reist nach Monte Cristo, wo er den verborgenen Schatz findet. Ein Jahr später taucht er als reicher Graf von Monte Cristo wieder auf und sinnt auf Rache. Er findet die schwer erkrankte Angèle in einem Bordell, nachdem sie von Danglars in die Prostitution verkauft wurde. Sie enthüllt, dass sie einst versucht hat, Villeforts Verbrechen aufzudecken, darunter seinen Versuch, seinen unehelichen Sohn André als Säugling lebendig zu begraben. Angèle rettete André und brachte ihn in ein Waisenhaus. Edmond findet André auf und nimmt ihn unter seine Fittiche.
André legt sich eine neue Identität als Prinz Andrea Cavalcanti zu und wird zu einem wichtigen Akteur in Edmonds Racheplan.
Dantès inszeniert die Rettung von Fernands Sohn Albert und gewinnt so Fernands Vertrauen. Dadurch lernt der Graf Danglars und Villefort kennen. Außerdem trifft er Mercédès wieder, die ihn trotz seines veränderten Aussehens wiedererkennt. Unterdessen benutzt Edmond Andrea, um Eugénie, Danglars Tochter, zu bezaubern. Daneben stiftet er die junge Haydée, deren Verbindung zur Vergangenheit Fernands erst später bekannt wird, dazu an, Albert zu bezaubern.
Edmonds Racheplan scheint zu funktionieren. Die Nachricht, dass Danglars Schiffsflotte verschwunden ist, verbreitet sich, was zu einem Wertverlust seiner Aktien führt. Fernand nutzt seinen Zugang zum militärischen Geheimdienst und informiert Danglars, dass die Berichte falsch sind. Danglars leiht sich in seiner Verzweiflung das Geld von Monte Cristo, um seine Verluste auszugleichen, und verwendet sein Vermögen als Sicherheit. Bei einem Prozess, bei dem Danglars die Zeitung wegen Verleumdung verklagen will, gibt sich Andrea als Villeforts unehelicher Sohn zu erkennen und will Villeforts frühere Verbrechen aufklären, hat dafür jedoch keine handfesten Beweise. Villefort verlässt gedemütigt den Gerichtssaal und bewahrt seine ehemalige Geliebte vor einem Skandal. André, getrieben von Rache, ermordet seinen Vater, wird jedoch auf der Flucht getötet. Haydée, am Boden zerstört durch Andrés Tod, wendet sich gegen den Grafen und macht ihn für seinen Tod verantwortlich.
Als Haydée und Albert gehen wollen, werden sie vom Grafen konfrontiert, der verlangt, dass Haydée die Wahrheit über Alberts Vaters Verrat an ihrem Vater, Ali Pascha von Janina, enthüllt. Wütend fordert Albert den Grafen zu einem Duell heraus. Mercédès stellt Edmond zur Rede und fleht um das Leben ihres Sohnes Albert. Edmond willigt ein, Albert am Leben zu lassen, und beendet so ihr Duell ohne Blutvergießen. Er ermutigt Haydée und Albert zu fliehen und somit gemeinsam ihr Glück zu finden. Mercédès verlässt Fernand, woraufhin er Edmond zu einem Duell auffordert. Die beiden bekämpfen sich mit Schwertern, aus dem Edmond siegreich hervorgeht. Der schwer verletzte Edmond weigert sich, Fernand zu töten und lässt ihn mit seiner Schande und seinen Verlusten leben.
Edmond verlässt sein Anwesen und beginnt eine Reise mit einem Schiff. Zuvor hinterlässt er einen Abschiedsbrief an Mercédès.

## Produktion

### Filmstab und Budget
Im November 2020 wurde berichtet, dass Matthieu Delaporte und Alexandre de La Patellière an einem Drehbuch zu einer weiteren Verfilmung über den Graf von Monte Christo arbeiten. Die Filmeditorin Célia Lafitedupont war zuletzt für das Historienabenteuer Die drei Musketiere – D’Artagnan von Martin Bourboulon tätig.
Für die Produktion stand ein Budget von 42,9 Millionen Euro zur Verfügung.

### Besetzung und Dreharbeiten

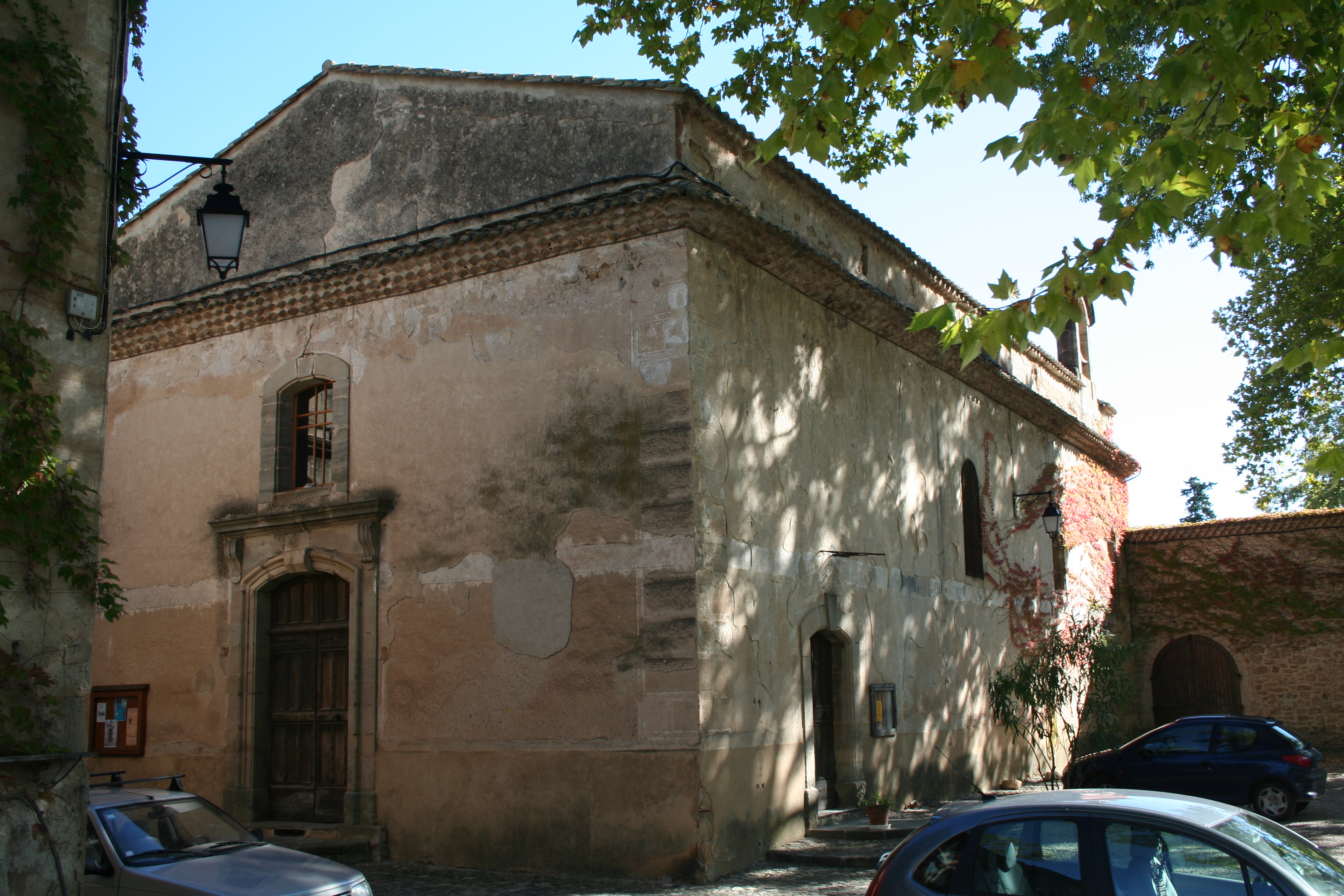
Die Église Notre-Dame-de-l'Assomption in Villeneuvette (2007) in der Edmond Dantès und Mercédès vor den Traualtar treten

Pierre Niney spielt Edmond Dantès und Anaïs Demoustier seine Geliebte Mercédès. Bastien Bouillon ist in der Rolle seines besten Freundes Fernand de Moncerf zu sehen. Laurent Lafitte spielt den zwielichtigen Staatsanwalt Gérard de Villefort. Pierfrancesco Favino ist in der Rolle von Abbé Faria zu sehen, einer von Edmonds Mithäftlingen auf der Teufelsinsel. Julien de Saint Jean spielt André und Anamaria Vartolomei die hübsche osmanische Prinzessin Haydée.
Die Dreharbeiten fanden von Juli bis November 2023 in Paris, Marseille, Zypern, Malta und Belgien statt. Als Kameramann fungierte Nicolas Bolduc, der bereits für Die drei Musketiere – D’Artagnan und Die drei Musketiere – Milady tätig war.

### Synchronisation
Die deutsche Synchronisation entstand nach einem Dialogbuch von Nadine Nourney und der Dialogregie von ihr und Enrico Reuter im Auftrag der Soundwood Media UG in Potsdam.

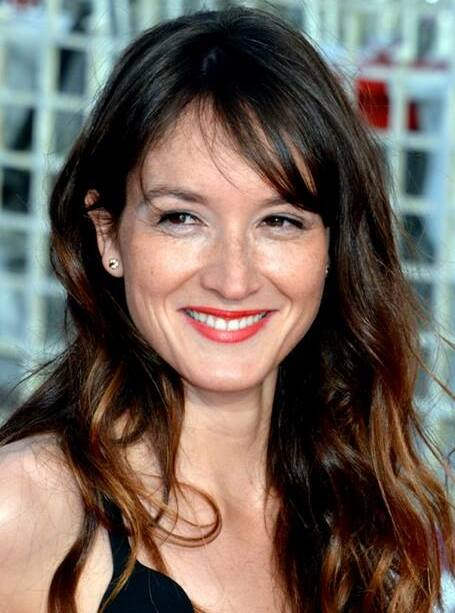
Anaïs Demoustier spielt Mercédès

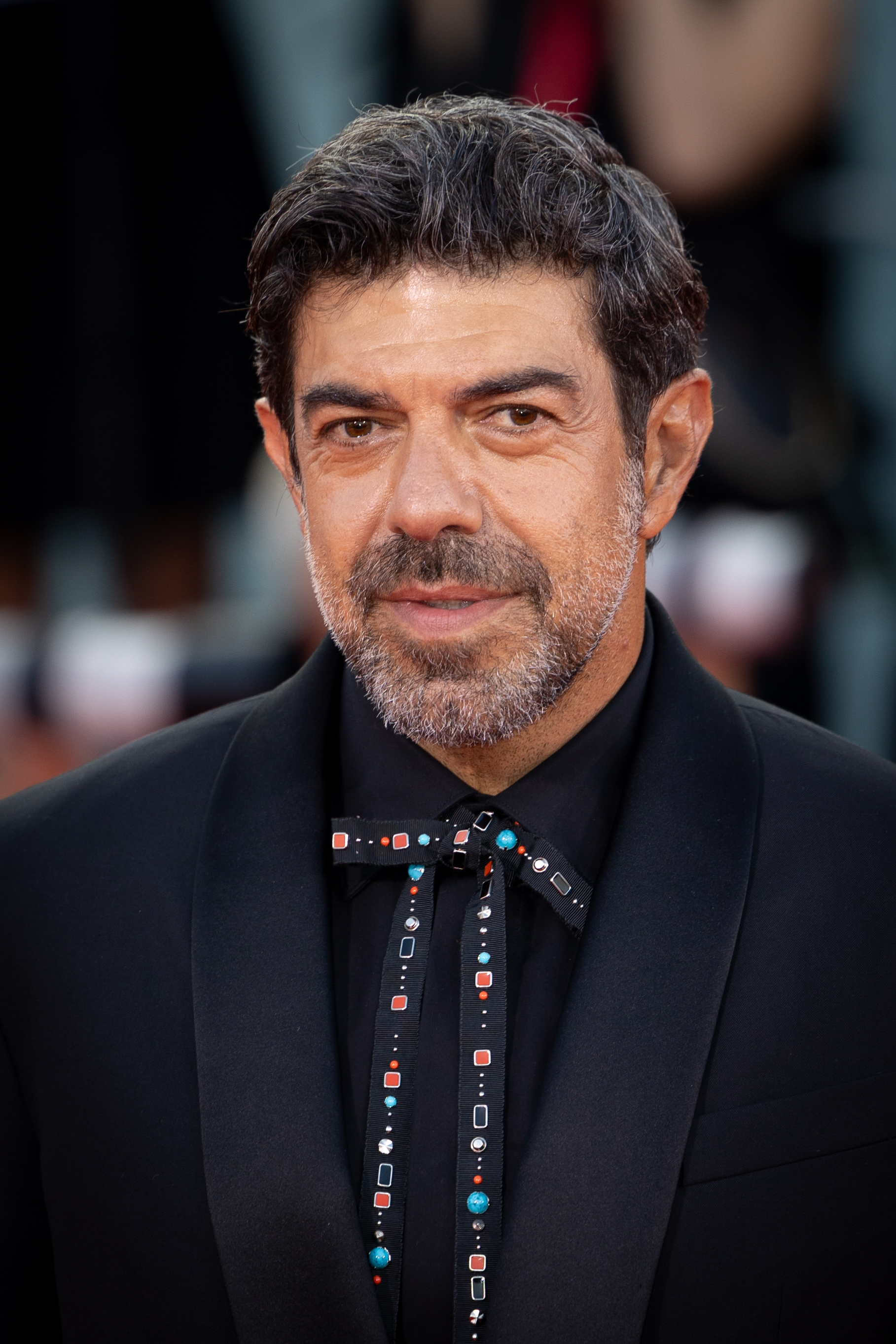
Pierfrancesco Favino spielt Abbé Faria

| Darsteller           | Synchronsprecher    | Rolle               |
| -------------------- | ------------------- | ------------------- |
| Pierre Niney         | Armin Schlagwein    | Edmond Dantès       |
| Bastien Bouillon     | Tim Knauer          | Fernand de Morcef   |
| Anaïs Demoustier     | Nadine Nourney      | Mercédès Herrera    |
| Anamaria Vartolomei  | Lin Gothoni         | Haydée              |
| Laurent Lafitte      | Marcus Off          | Gérard de Villefort |
| Pierfrancesco Favino | Sven Gerhardt       | Abbé Faria          |
| Patrick Mille        | Peter Sura          | Danglars            |
| Vassili Schneider    | Tom Sielemann       | Albert              |
| Julien De Saint Jean | Henning Nöhren      | Andréa              |
| Julie De Bona        | Denise Kanty        | Victoria            |
| Adéle Simphal        | Anne Düe            | Angèle              |
| Stéphane Varupenne   | Georgios Tzitzikos  | Caderousse          |
| Bruno Raffaelli      | Romanus Fuhrmann    | Morrel              |
| Marie Narbonne       | Laurine Betz        | Eugénie Danglars    |
| Joachim Simon        | Bastian von Bömches | Maximilien Morrel   |
| Lily Dupont          | Paulina Bachmann    | Suzanne             |
| Florence Muller      | Andrea Cleven       | Mme Herrera         |
| Françoise Gazio      | Maja Dürr           | Yvonne              |
| Jérémie Covillault   | Samuel Zekarias     | Antoine             |
| Clémentine Baert     | Kathleen Bauer      | Mme de Villefort    |
| Serge Bagdassarian   | Tom Vogt            | Richter             |

### Filmmusik
Die Filmmusik komponierte Jérôme Rebotier, zu dessen letzten Arbeiten Voll verschleiert von Camélia Jordana und Félix Moati und  Die Zeit, die wir teilen von Laurent Larivière gehören. Das Soundtrack-Album in einer Klavierversion wurde Mitte Januar 2025 von Milan Records als Download veröffentlicht.

## Rezeption

### Kritiken und Einspielergebnis
Der Film konnte 96 Prozent der bei Rotten Tomatoes aufgeführten Kritiker überzeugen bei einer durchschnittlichen Bewertung mit 7,9 von 10 möglichen Punkten. Bei Metacritic erhielt der Film einen Metascore von 75 von 100 möglichen Punkten.

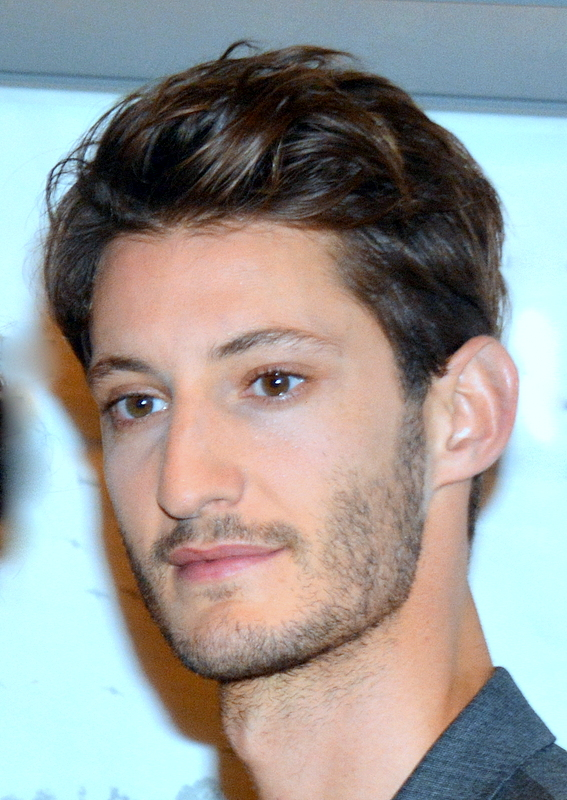
Pierre Niney spielt Edmond Dantès

Catherine Szeitner von outnow.ch schreibt in ihrer Kritik, das Resultat der Monte-Christo-Neuadaption von Matthieu Delaporte und Alexandre de La Patellière sei eine ausgesprochen bemerkenswerte Erzählung über einen gebrochenen Mann, der sich Vergeltung zum Lebensinhalt macht und mittendrin seine Seele vergisst. Pierre Nineys Verkörperung des Monte Christo ziehe eine bravourös gespielte, emotionale Gratwanderung nach sich, die einer Irrfahrt zwischen Gut und Böse gleicht, und dies über viele Lebensphasen von Christo hinweg. Der Graf von Monte Christo könne sich als französisches Herzensprojekt zweifelsohne sehen lassen, und der Film lebe von klar profilierten Charakteren, stimmungsvollen Bildern, ausgefeilten Dialogen und nicht zuletzt von Momenten der Gnade und Demut.
Christopher Diekhaus, Filmkorrespondent der Gilde deutscher Filmkunsttheater, bemerkt in seiner Kritik, der Film halte das Tempo allgemein hoch, und besonders gegen Ende steige die Spannungskurve ordentlich an. Pathetische Momente kosteten die Regisseure ohne Scham aus, im Mittelpunkt stehe aber ganz klar Edmonds persönliche Vendetta. Die destruktiven Ausmaße seiner Manipulationen würden im letzten Drittel stärker in den Fokus gerückt, in die Abgründe der Erzählung richtig einzutauchen, wage der Film jedoch leider nur selten.
Die weltweiten Einnahmen des Films aus Kinovorführungen belaufen sich auf 75,7 Millionen US-Dollar. In Deutschland verzeichnet der Film 200.031 Besucher.

### Auszeichnungen
Der Graf von Monte Christo befand sich in der Vorauswahl zum Europäischen Filmpreis 2024. Im Folgenden eine Auswahl von Auszeichnungen.
César 2025
- Nominierung als Bester Film
- Nominierung für die Beste Regie (Matthieu Delaporte und Alexandre de La Patellière)
- Nominierung für das Beste adaptierte Drehbuch (Matthieu Delaporte und Alexandre de La Patellière)
- Nominierung als Bester Hauptdarsteller (Pierre Niney)
- Nominierung als Bester Nebendarsteller (Bastien Bouillon)
- Nominierung als Bester Nebendarsteller (Laurent Lafitte)
- Nominierung als Beste Nebendarstellerin (Anaïs Demoustier)
- Nominierung für die Beste Filmmusik (Jérôme Rebotier)
- Nominierung für die Beste Kamera (Nicolas Bolduc)
- Auszeichnung für das Beste Szenenbild (Stéphane Taillasson)
- Auszeichnung für die Besten Kostüme (Thierry Delettre)
- Nominierung für Besten Schnitt (Célia Lafitedupont)
- Nominierung für den Besten Ton
- Nominierung für die Besten visuellen Effekte (Olivier Cauwet)
- Auszeichnung mit dem César des lycéens

Fantasia International Film Festival 2024
- Auszeichnung als Bester Film mit dem Cheval Noir
- Auszeichnung mit dem Publikumspreis in Silber[19][20]

Goya 2025
- Nominierung als Bester europäischer Film[21]

Prix Lumières 2025
- Nominierung für die Beste Regie (Matthieu Delaporte und Alexandre de La Patellière)
- Nominierung als Bester Darsteller (Pierre Niney)
- Auszeichnung für die Beste Kamera (Nicolas Bolduc)[22]

Der Film gelangte auf die Shortlist für die offizielle französische Einreichung in der Kategorie Bester internationaler Film bei der Oscarverleihung 2025.